# 贝塔吉乌帕齐拉
贝塔吉乌帕齐拉英語：），是孟加拉国巴里萨尔专区博尔古纳县的一个乌帕齐拉，
位于22°25′00″N 90°10′05″E / 22.4167°N 90.1681°E，总面积为167.75平方千米。
根据1991年的孟加拉国人口普查，该地总人口为110926人，其中男性人口占总人口的49.95%，女性占50.05%，18岁及18岁以上的人口为57885人。